# Blonde d’Aquitaine

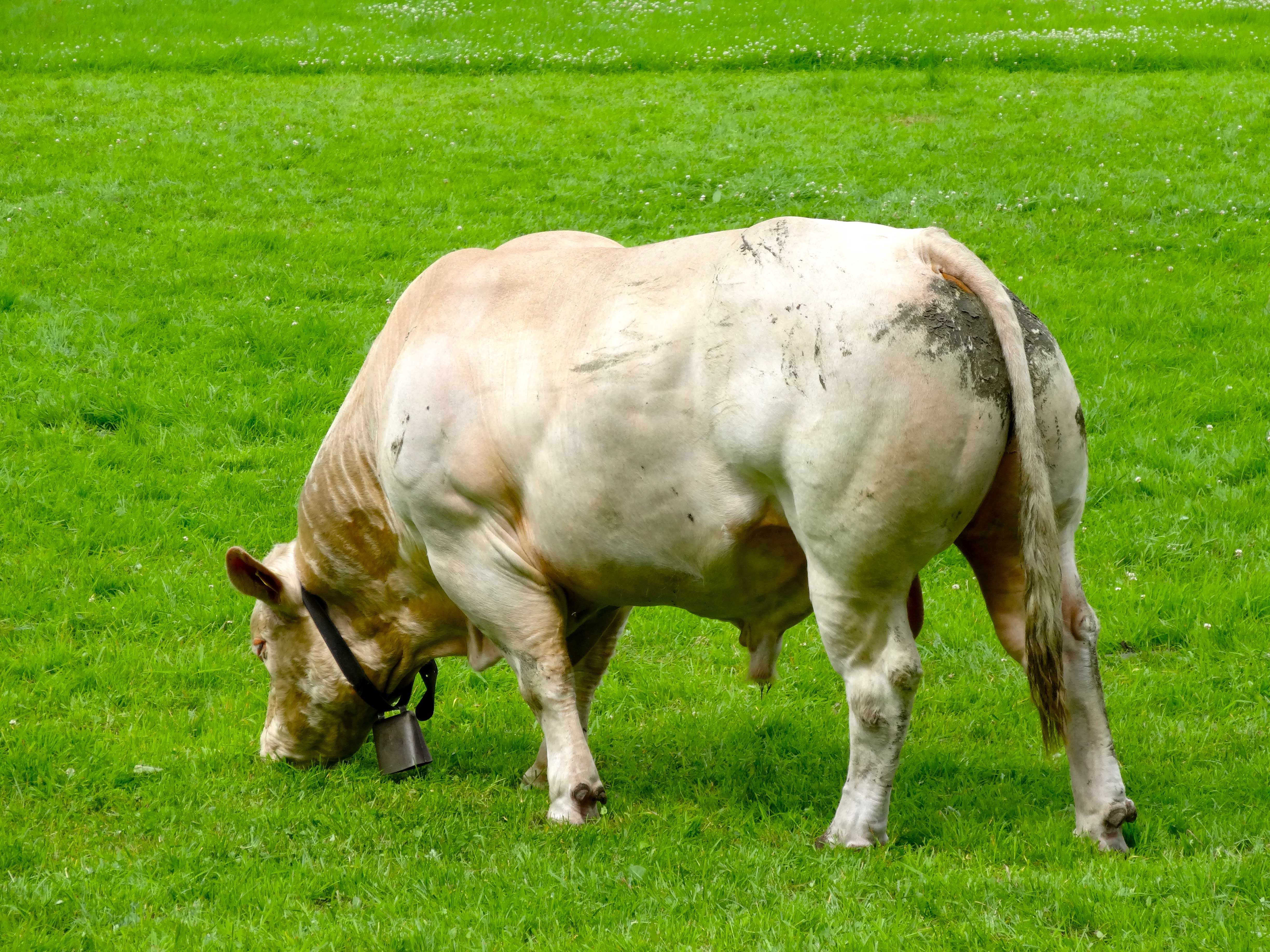
Bulle der Rasse Blonde d’Aquitaine

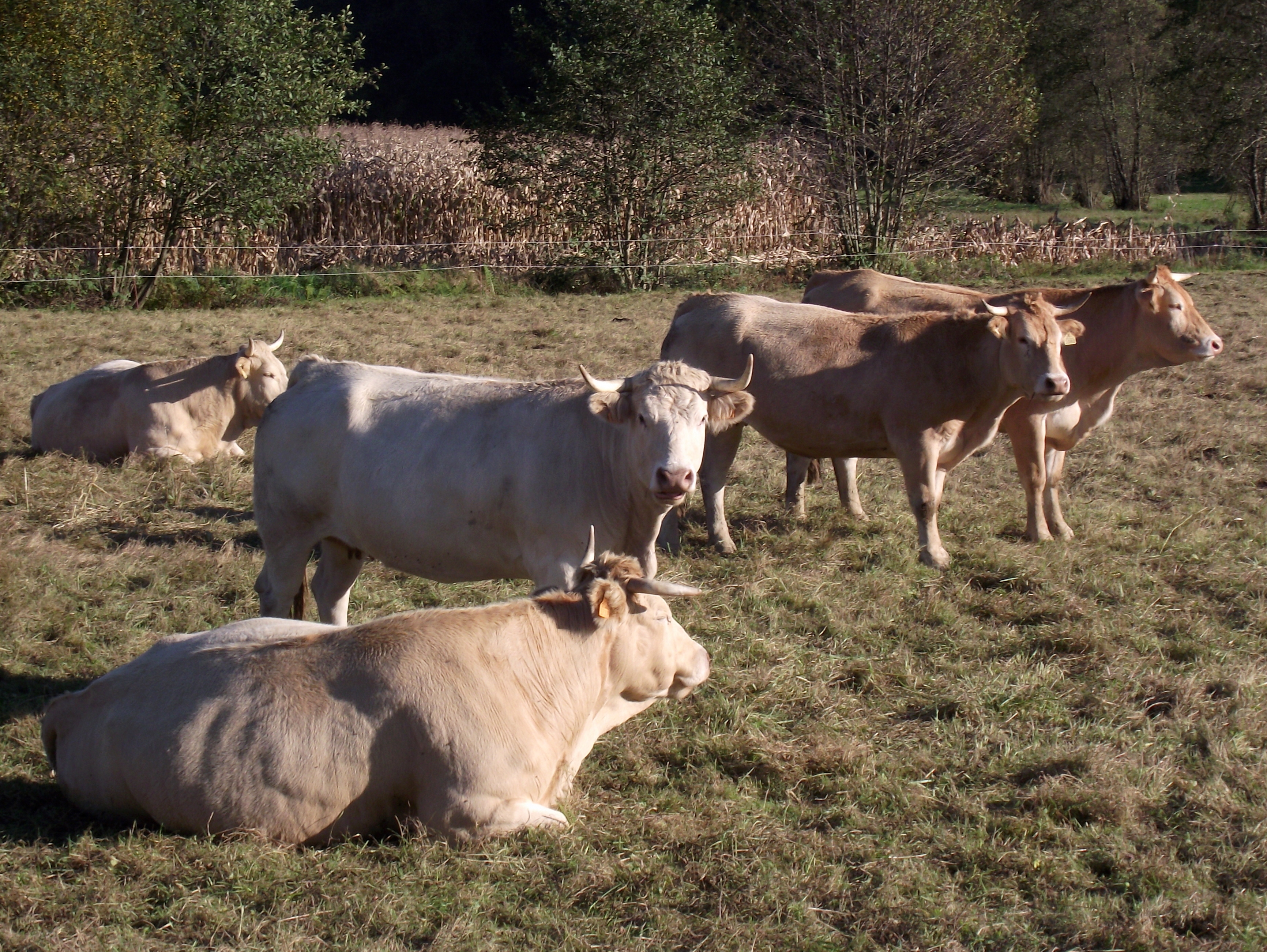
Herde von Blonde d’Aquitaine in Südfrankreich

Blonde d' Aquitaine (BA) ist eine Rinderrasse, die ihren Ursprung im Südwesten Frankreichs hat.

## Rassetypische Merkmale
Die Tiere haben ein einheitlich hellgelbes bis weizenfarbenes Haarkleid. Das Gewicht ausgewachsener Rinder liegt zwischen 1100 und 1350 kg bei den männlichen und zwischen 850 und 1100 kg bei den weiblichen Tieren. Zudem sind sie großrahmig (Kühe ca. 145 cm Widerristhöhe) mit breitem Widerrist, breitem geradem Rücken, fleischigen Lenden und rechteckigem Format. Die Hinterhand  ist sehr muskulös, die Keule rund und tiefliegend.

## Geschichte und Verbreitung
Die Rasse bildete sich aus drei hellhäutigen Rassen, die früher zur Arbeit und Fleischproduktion eingesetzt wurden. Seit 1962 sind sie zu einer reinen Fleischrasse in einem Herdbuch zusammengefasst. Der Bestand breitete sich von Frankreich, das heute ca. 500.000 Mutterkühe zählt, über ganz Europa aus. In Deutschland werden 2010 ca. 2000 reinrassige Mutterkühe mit Schwerpunkt in Nordrhein-Westfalen, Niedersachsen und Hessen gehalten.

## Haltung
Die Rinderrasse ist in der Haltung problemlos, Kühe gelten als ruhig und anpassungsfähig hinsichtlich Klima und Futtergrundlage. Die Rasse erlaubt eine extensive Haltungsform mit Weidegang im Sommer und Heu oder Grassilage im Winter. Ihr enormes Wachstumspotential zeigt die Rasse nicht nur bei intensiver Fütterung. Die Kälber benötigen für die Ausnutzung ihres Wachstumspotentials in seltenen Fällen die Zufütterung von energiereichem Kraftfutter.

## Zuchtqualitäten
Die Rasse besitzt Langlebigkeit, gute Fruchtbarkeit und gute Muttereigenschaften. Das Erstkalbealter liegt bei durchschnittlich 2,5 Jahren. Die Durchschnittskuh erreicht ein Alter von bis zu 11 Jahren mit ca. 8 Kälbern.
Die Kälber haben eher kein hohes Geburtsgewicht: 40 kg bei männlichen und 38 kg bei weiblichen Kälbern. Durch das große Becken der Blonde d'Aquitaine-Kühe, die kleinen Kälber mit dünnen Knochen und eher nicht breiten Köpfen ist Leichtkalbigkeit eine von den wichtigsten Eigenschaften der Rasse.

## Nutzung und Vermarktung

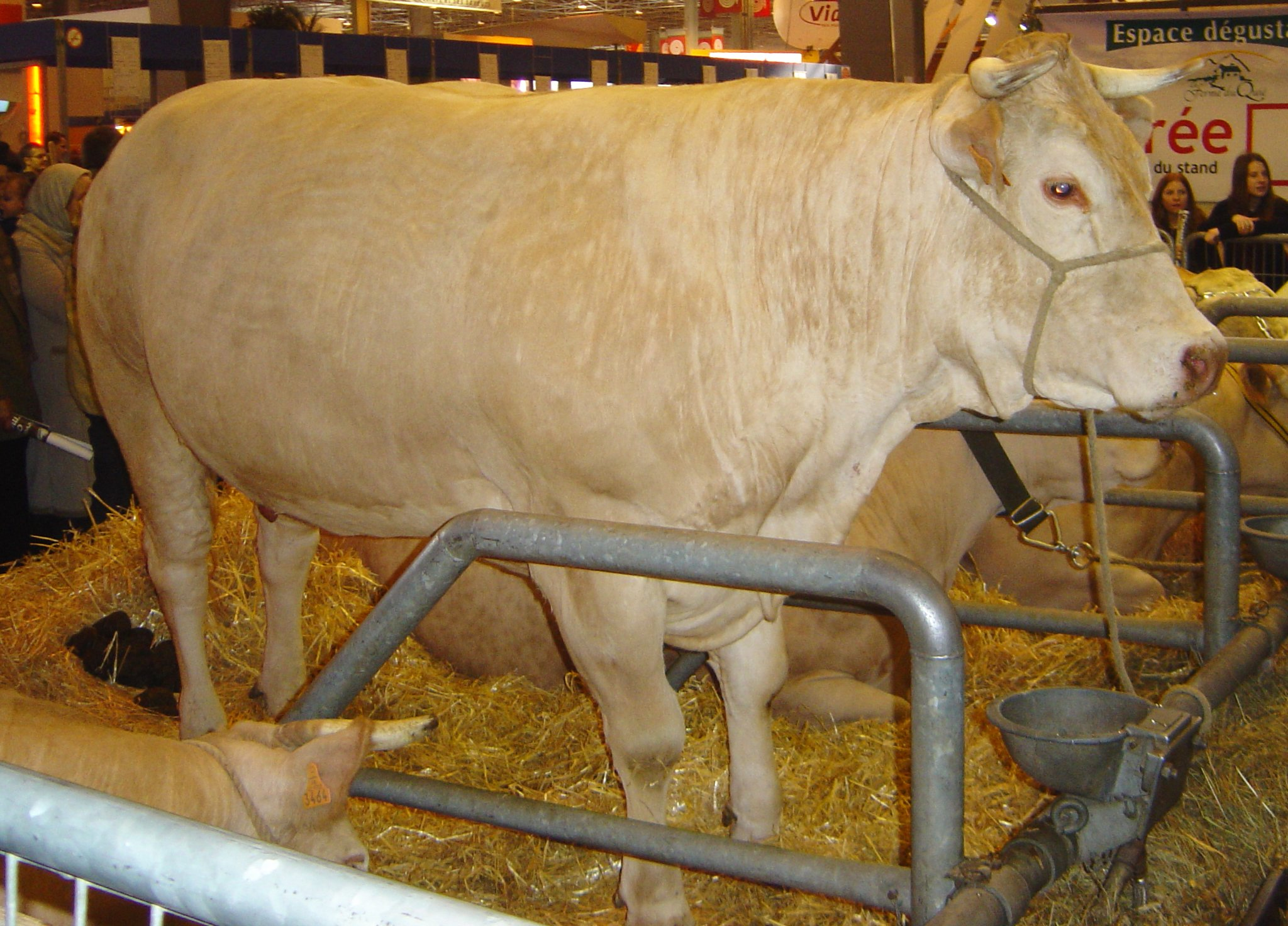
Kuh auf der Pariser Landwirtschaftsausstellung

Die Rasse eignet sich für alle Produktionsformen der Rindfleischerzeugung (Milchmastkälber, Absetzer (Fresser), Jungbullen, Färsen)
Bei der Mutterkuhhaltung auf der Weide werden die Kälber in 8 Monaten bis zu 380 kg schwer. Die extreme Muskelausprägung an den Schultern, am Becken und an den Schenkeln bilden sich dabei im Alter von 3–4 Wochen heraus. In der Intensivmast erreichen die Tiere nach 14–16 Monaten ein Lebendgewicht von 600–700 kg. Tageszunahmen von bis zu 2 kg in der intensiven Jungbullenmast sind möglich.
Die Blonde d'Aquitaine-Rasse besitzt einen guten Schlachtkörper mit hoher Schlachtausbeute (65–70 %) bei geringem Knochenanteil und guter Fleischqualität. Die Tiere können in jedem Lebensalter geschlachtet werden. Trotz geringer Fettauflagerung ist der intramuskuläre Fettgehalt (Marmorierung) ausreichend, um den Fleischgeschmack zu gewährleisten. Durch das langandauernde Wachstum können Bullen, ohne zu verfetten, weiter gemästet werden, ohne einem Schlachtzwang zu unterliegen. Kühe mit 4–5 Jahren haben die anerkannt beste Fleischqualität.

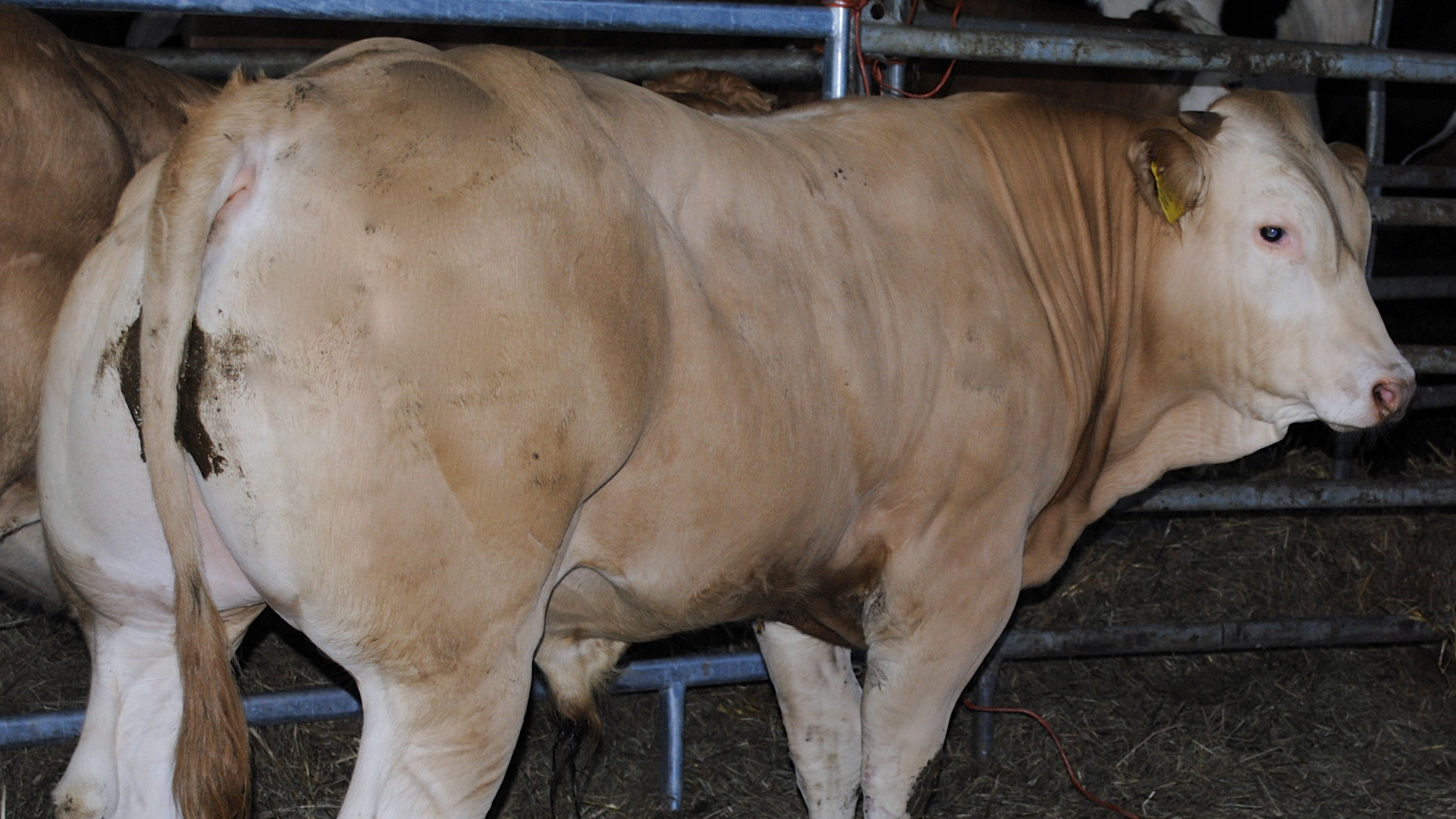
9 Monate altes Kalb mit einem Gewicht von 402 kg

Die Rasse wird in verschiedene Mehrnutzungs- und Milchrassen zur Verbesserung der Fleischleistung der Kälber eingekreuzt (z. B. Braunvieh, Holsteins).